# Jamil Gedeão
Jamil Gedeão (Recife, 19 aprile 1931) è un ex cestista brasiliano.

## Carriera
Con il Brasile ha disputato i Campionati mondiali del 1954 e i Giochi olimpici di Melbourne 1956.